# Georges Urbain
Georges Urbain (n. 12 aprilie 1872, Paris, Île-de-France, Franța – d. 5 noiembrie 1938, Paris, Franța) a fost un chimist francez, profesor la Sorbona.  A studiat la elita Școala municipală de fizică și chimie industrială a orașului Paris (ESPCI ParisTech).  A descoperit în mod independent elementul lutețiu (cu numărul atomic 71) în 1907-1908. 